# In Memory Of...
In Memory Of.. è un album di studio (il terzo di lunga durata - dopo l'extended play d'esordio; intitolato '4 Things 2 Come') del gruppo nordirlandese pop rock / synthpop / dance dei D:Ream. L'album costituisce il primo lavoro della band realizzato a sedici anni di distanza dal loro ultimo inciso in studio.

## Descrizione
L'album contiene 10 tracce, compresi i singoli intitolati "All Things to All Men" (pubblicata nel mese di settembre del 2009) e "Drop Beats Not Bombs" (pubblicato come singolo promo nel mese di marzo del 2010). Il singolo intitolato "Gods in the Making" ("Dei in fieri" - che avrebbe dovuto dare il titolo all'intero lavoro) presenta uno degli ex membri della compagine live/studio Brian Cox alle tastiere, di rientro nel gruppo.
Il quarto singolo è costituito dalla ballata intitolata "Sleepy Head". Dei quattro singoli, nessuno è entrato in classifica, e l'album ha venduto poco – portando al nuovo scioglimento del gruppo. Estremamente famosi negli anni ottanta (con numerosi successi di club), entrati in politica nei novanta (con all'attivo una Numero Uno in Gran Bretagna & Irlanda) e costantemente attivi nel Nuovo Millennio. in qualità di live band elettronica ed acustica, i D: Ream sembrano intenzionati a non incidere più alcun lavoro discografico.
Il solista Peter Cunnah ha intanto preso parte a due produzioni importanti parallele al periodo di mezzo della sua band, "The Weight of This" con gli Shane e "Love on The Run" con gli Chicane.

## Track listing
1. "All Things to All Men" 3'36
2. "Drop Beats Not Bombs" 4'22
3. "Free Thinkin' Mind" 2'20
4. "Gods in the Making" 3'20
5. "I'll Be Your Dog" 3'16
6. "Into the Fray" 3'05
7. "Sleepy Head" 3'58
8. "There Is Only Now" 3'12
9. "You Make Me..." 2'56
10. "We Are Fans" 2'56